# 誰かが私を愛してる (1983年のテレビドラマ)
『誰かが私を愛してる』（だれかがわたしをあいしてる）は、毎日放送の制作により、TBS系列の「木曜座」（毎週木曜日22:00 - 22:54）の枠で、1983年（昭和58年）1月6日から同年3月31日まで放送されたテレビドラマ。全13話。

## 概要・内容
『木曜座』の枠としては最後の作品。シティホテル「クレメント」を舞台の中心とし、ライバルホテルとの業界同士の争いとその内幕などを映しながら、ヒロイン・寺沢泉が若い男性と中年男性との二つの愛の間で揺れ動きながら、業界人として自立していくその姿などを描いた。
28年前、蓼科高原の森で赤ちゃんを産み落とす一人の母親がいた。母親はしばらくして力尽きて亡くなり、その近くにはすでに父親の姿はなかった。その赤ちゃんこそ、後に出生の秘密を背負って生きることになる寺沢泉だった。それから28年。広告代理店・大東エージェンシーで企画の仕事をしていた泉は、友人と一緒に東京・青山で輸入玩具店を開業するつもりで退職したが、友人にその開業資金を持ち逃げされ途方に暮れていた。泉は、新宿のシティホテル・クレメントの企画室にチーフとして勤める松川悦史の元を訪ねた。泉と悦史は大東エージェンシーで一緒に企画に携わっていたかつての同僚であり、10年越しの恋人同士でもあった。悦史は泉に、クレメント企画室入りを勧め、副支配人の矢崎泰一郎に面接してもらうように頼み込むが、すでに秘書・有馬衿子の企画室異動が内定していることから返事を渋られた。実はこの矢崎こそ、泉の出生の秘密を握っている人物だった…。
実在のホテル、ハイアットリージェンシー東京が「ホテル・クレメント」として撮影に使用された。主演の多岐川裕美と野口五郎は、そのロケ先となったハイアットリージェンシー東京を訪れ、総支配人に話を聞いて役作りのために努めたという。

## キャスト[4]
- 寺沢泉：多岐川裕美
- 松川悦史：野口五郎
- 矢崎泰一郎：露口茂
- 有馬衿子：かとうかずこ
- 森村映子：萬田久子
- 高階：近藤正臣（特別出演）- ライバルホテルの秘書室長
- 伸子：手塚理美
- 吉田：潮哲也
- 岡本：佐藤B作
- 西条隆：松村雄基
- 小竹：長塚京三 - カメラマン
- 小竹昭子：藤島くみ - 小竹の妻、元歌手で映子の友人（第11話出演）
- 沢井知子：竹内蛍子（第11話出演）
- ゲイバーの菊子：堀内正美
- 石光隆吉：松村達雄 - クレメント会長
- 石光一彦：山本紀彦 - 隆吉の息子
- 寺沢耕作：牟田悌三 - 泉の育ての父
- 雅子：岡まゆみ - 泉の亡き母

## スタッフ
- プロデューサー：飯島敏宏
- 脚本：市川森一（第1 - 4話、第6 - 7話、第9 - 13話）、鹿水晶子（第5話、第8話）
- 演出：楠田泰之（第1 - 2話、第5 - 6話、第9 - 13話）、森田光則（第3 - 4話、第7 - 8話）
- 音楽：丸山圭子
- 技術：東通、タムコ
- 照明：ティ・エル・シー
- 美術：東京美工
- 制作：木下プロダクション、毎日放送

## 主題歌・挿入歌
主題歌
- 野口五郎『19:00の街』（作詞：伊藤薫、作曲：筒美京平、編曲：川村栄二）

挿入歌
- 野口五郎『誰かが私を愛してる』（作詞：市川森一、作曲：筒美京平、編曲：川村栄二）
- 丸山圭子『ガラスの森』（作詞・作曲：丸山圭子、編曲：小笠原寛）